# In the Heat of the Morning
«In the Heat of the Morning» es una canción escrita por el músico británico David Bowie. La canción ganó popularidad en 2008 gracias a una versión interpretada por la banda británica the Last Shadow Puppets.

## Antecedentes

### Grabación y producción
La primera versión de estudio fue grabada en los estudios Decca, Londres el 12 de marzo de 1968, junto con Tony Visconti como productor. Fue completada con los overdubs grabados el 29 de marzo y el 10 y 18 de abril.
Decca ya había rechazado a "When I Live My Dream" como un lanzamiento de sencillo, y tampoco aceptaron a "In the Heat of the Morning".

### Lanzamiento
"In the Heat of the Morning" se mantuvo sin publicar hasta el 6 de marzo de 1970, cuando Kenneth Pitt seleccionó su stereo mix para la inclusión en el álbum recopilatorio de Decca, The World of David Bowie. También apareció en la edición de 3 CD del álbum recopilatorio de 2014, Nothing has changed.
Una versión más lenta de la canción fue grabada en julio de 2000 para el álbum Toy.
Un demo grabado en su casa a mediados de 1968 fue publicado en la caja recopilatoria de 2019, Spying Through a Keyhole, y más tarde en Conversation Piece.

## Versiones en vivo
- Bowie tocó la canción el 13 de mayo de 1969 para el programa de la BBC Radio 1, Top Gear, presentado por John Peel. Fue publicado más tarde en el álbum de 2000, Bowie at the Beeb.[4]

## Otros lanzamientos
- La canción ha aparecido en numerosos álbumes compilatorios de David Bowie:
  - The World of David Bowie (1970)
  - The Deram Anthology 1966–1968 (1997)
  - Nothing has changed. (2014)
  - Spying Through a Keyhole (2019)
  - Conversation Piece (2019)
  - Toy (2022)

## Créditos
Créditos adaptados desde the Bowie Bible.
- David Bowie – voz principal
- Mick Wayne – guitarra
- Tony Visconti – bajo eléctrico
- Andy White – batería
- Desconocido – órgano

## Versión de the Last Shadow Puppets

### Antecedentes

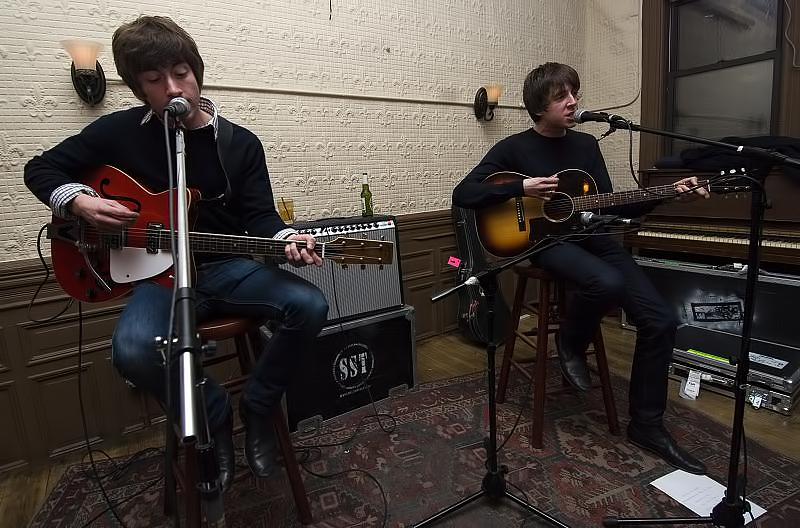
The Last Shadow Puppets en los estudios Sound Fix Records.

The Last Shadow Puppets grabó su versión en los estudios RAK en agosto de 2007. La versión de the Last Shadow Puppets fue publicada como lado B del lanzamiento de sencillo de "The Age of the Understatement" en formato 7" y 12" (como RUG288X y RUG288CD, respectivamente).

### Lista de canciones
7" single
1. "The Age of the Understatement" – 3:09
2. "In the Heat of the Morning" – 2:41

12" single
1. "The Age of the Understatement" – 3:09
2. "Two Hearts in Two Weeks" – 2:18
3. "Wandrous Place" – 2:48
4. "In the Heat of the Morning" – 2:41

### Posicionamiento
| Gráfica (2008)        | Pico de posición |
| --------------------- | ---------------- |
| UK Singles Chart      | 30               |
| Spanish Singles Chart | 13               |
| French Singles Chart  | 64               |